# Riccardo Monaco
Riccardo Monaco (Napoli, 27 marzo 1912 – Napoli, 12 gennaio 1994) è stato un politico e militare italiano.

## Biografia
Nato a Napoli nel 1912, si laureò in chirurgia, specializzandosi in ostetricia subito dopo la seconda guerra mondiale.
Nel 1934 conseguì il brevetto di volo presso la squadriglia di turismo aereo del centro "Miraglia alla Runa". Come pilota, combatté volontario nella guerra civile spagnola nel 1937/1938. Durante la seconda guerra mondiale fu pilota in Italia, Albania e Russia. L'11 gennaio 1943 partecipò come tenente alla difesa di Napoli contro i bombardamenti alleati, abbattendo alcuni aerei insieme alla propria squadriglia. Pochi mesi dopo, il 17 luglio, già insignito di due medaglie d'argento e due di bronzo al valore militare, rimase gravemente ferito in un incidente in decollo e fu recuperato dagli alleati, restando poi incarcerato sino al 1946.
Tornato alla vita civile si dedicò alla professione medica e in particolare alla pratica dell'aborto, nel proprio studio di via Caracciolo a Napoli, anche prima dell'approvazione della norma che lo rendeva legale, divenendo poi benestante.
Fu tra i fondatori del Movimento Sociale Italiano insieme a Giorgio Almirante. Dal 1964 fu ripetutamente consigliere comunale, e negli anni 1980 entrò nel Consiglio regionale. Dal 1979 al 1983 e dal 1983 al 1987 fu eletto senatore, nella VIII Legislatura e poi della IX Legislatura tra le file del Movimento Sociale Italiano - Destra Nazionale. Nelle elezioni politiche successive fu candidato deputato, risultando il primo dei non eletti e tornò quindi alla professione medica.

## Decorazioni
- MBVM - Monaco Riccardo, Napoli, Sottotenente Pilota, "Ufficiale pilota, volontario in una guerra combattuta per la affermazione degli ideali fascisti, partecipava a rischiose azioni di bombardamento in picchiata, di spezzonamento e mitragliamento a volo radente contro munitissime posizioni avversarie, dando prova di possedere doti non comuni di pilota e di combattente. Con l'apparecchio colpito dalle armi automatiche della difesa antiaerea e sotto la minaccia della caccia nemica, portava ugualmente a termine la missione affidatagli con fredda e cosciente audacia." (Cielo di Spagna, agosto 1938 - marzo 1939)
- MAVM - Monaco Riccardo, Napoli, Tenente Pilota, "Pilota da caccia abilissimo, distintosi precedentemente, partecipava con slancio ad una serie di attacchi a volo radente contro lontane basi aeree nemiche, vincendo difficoltà di navigazione e forte reazione contraerea. nei mitragliamenti condotti con audacia fin nel cuore del territorio avversario, infliggendo al nemico decisive e durissime perdite, riconfermava doti di cacciatore valoroso ed aggressivo." (Cielo della Grecia e della Jugoslavia, marzo-aprile 1941)
- MBVM - Monaco Riccardo, di Alfredo, Napoli, Tenente Pilota, "Capo pattuglia di velivolo da caccia, in durissime condizioni di clima e di ambiente compiva rischiose azioni belliche, collaborando anche all'abbattimento di diversi velivoli nemici." (Fronte Russo, agosto 1941 - febbraio 1942)
- MAVM - Monaco Riccardo - di Alfredo, Napoli, Tenente Pilota, "Intrepido ed arditissimo pilota da caccia attaccava con decisione una numerosa formazione di velivoli quadrimotori da bombardamento che portavano la loro offesa su di un importante centro nazionale. Incurante della schiacciante superiorità numerica del nemico impegnava aspro combattimento riuscendo ad abbattere due degli incursori." (Cielo di Napoli, 11 gennaio 1943)